# Alexander Silveri
Alexander Silveri (* 9. Jänner 1910 in Graz; † 21. Juli 1986 ebenda) war ein österreichischer Bildhauer.

## Leben

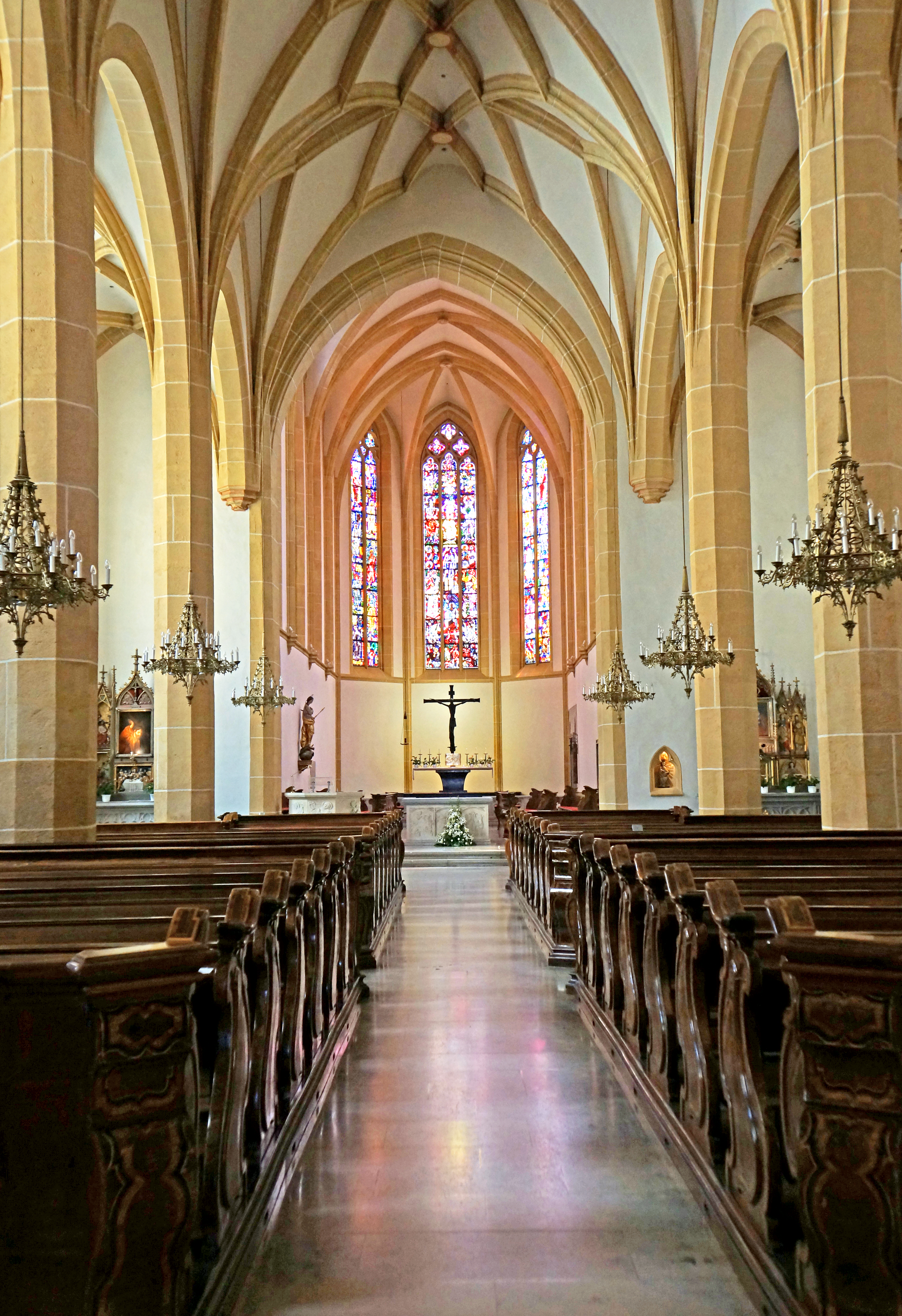
Das Kruzifix in Stahlguss in der Franziskanerkirche Graz (Bildmitte) befindet sich als Bronzeguss auch in der Friedenskirche in Trappenkamp

Silveri besuchte von 1925 bis 1928 die Grazer Kunstgewerbeschule in der vom Bildhauer Wilhelm Gösser geleiteten Klasse, wo er seine Schnitztechnik perfektionierte. Mit den Studienkollegen Rudolf Szyszkowitz und Albin Stranig schloss er sich dem Bund Neuland an und folgte den beiden 1928 an die Akademie der bildenden Künste Wien, wo sich die Gruppe um die Studenten Werner Berg, Leopold Birstinger, Max Weiler und Karl Weiser erweiterte. Die Gruppe, in der Silveri der einzige Bildhauer war, beschäftigte sich mit sozialen Problemen und religiöser Kunst, wobei man sich u. a. auf Ernst Barlach, Albin Egger-Lienz und Käthe Kollwitz berief. 1936 kehrte Silveri nach Abschluss des Studiums mit Diplom als akademischer Bildhauer nach Graz zurück, eröffnete sein eigenes Atelier in der Gabelsbergerstraße und trat dem Steiermärkischen Kunstverein Werkbund bei. Er wandte sich 1937 dem Porträt zu und schuf bis in die 1970er Jahre mehr als 100 Porträts. 1945 folgte er Wilhelm Gösser als Leiter der Meisterklasse für Stein- und Holzbildhauerei an der Grazer Kunstgewerbeschule. Bis 1972 unterrichtete er dort. 1946 trat er dem neu gegründeten Bund Neuland bei. 1939 heiratete er Hiltraud Fabiani, mit der er vier Kinder hat.
Für die schwer kriegsbeschädigte Pfarrkirche von Wenigzell, wo die gesamte barocke Inneneinrichtung verbrannt war, entwarf er zwischen 1946 und 1948 eine neue Altargestaltung, ausgehend von der im Krieg verbrannten Dorflinde, die jedoch wieder zu grünen begann. Silveri setzte den gekreuzigten Christus als verbrannten Baum als Einzeldarstellung in den Altarmittelpunkt. Die Ausführung dieses Entwurfs in Wenigzell scheiterte an der Finanzierung. Allerdings beschäftigte sich Silveri auch in den folgenden Jahren immer wieder mit dieser Symbolik bis schließlich 1965 die letzte Version des verbrannten Baumes als Bronzeguss in St. Martin aufgestellt wurde. 2009 wurde ein zweiter Abguss angefertigt, der anlässlich der 800-Jahr-Feier der Gemeinde Wenigzell im dortigen Kirchhof aufgestellt wurde.

## Werk
Sein Hauptaugenmerk galt der sakralen Kunst und der Gestaltung von Kirchenräumen. Zu seinem Gesamtwerk gehören Porträts, religiöse Bildnisse, Büsten, figurale Skulpturen, Grab- und Bauplastiken. Als Materialien dienten ihm Holz, Ton, Eisen, Bronze, Stein, Wachs und Gips. Stilistisch ist er ein Vertreter des Expressionismus.

## Anerkennungen
- 1931: Silberne Füger-Medaille
- 1932: Meisterschulpreis der Akademie
- 1937: Staatspreis
- 1979: Würdigungspreis des Landes Steiermark für bildende Kunst[4]
- 1985: Goldenes Ehrenzeichen des Landes Steiermark[5]

Im steirischen Ort Parschlug wurde eine Straße nach ihm benannt.

## Werke

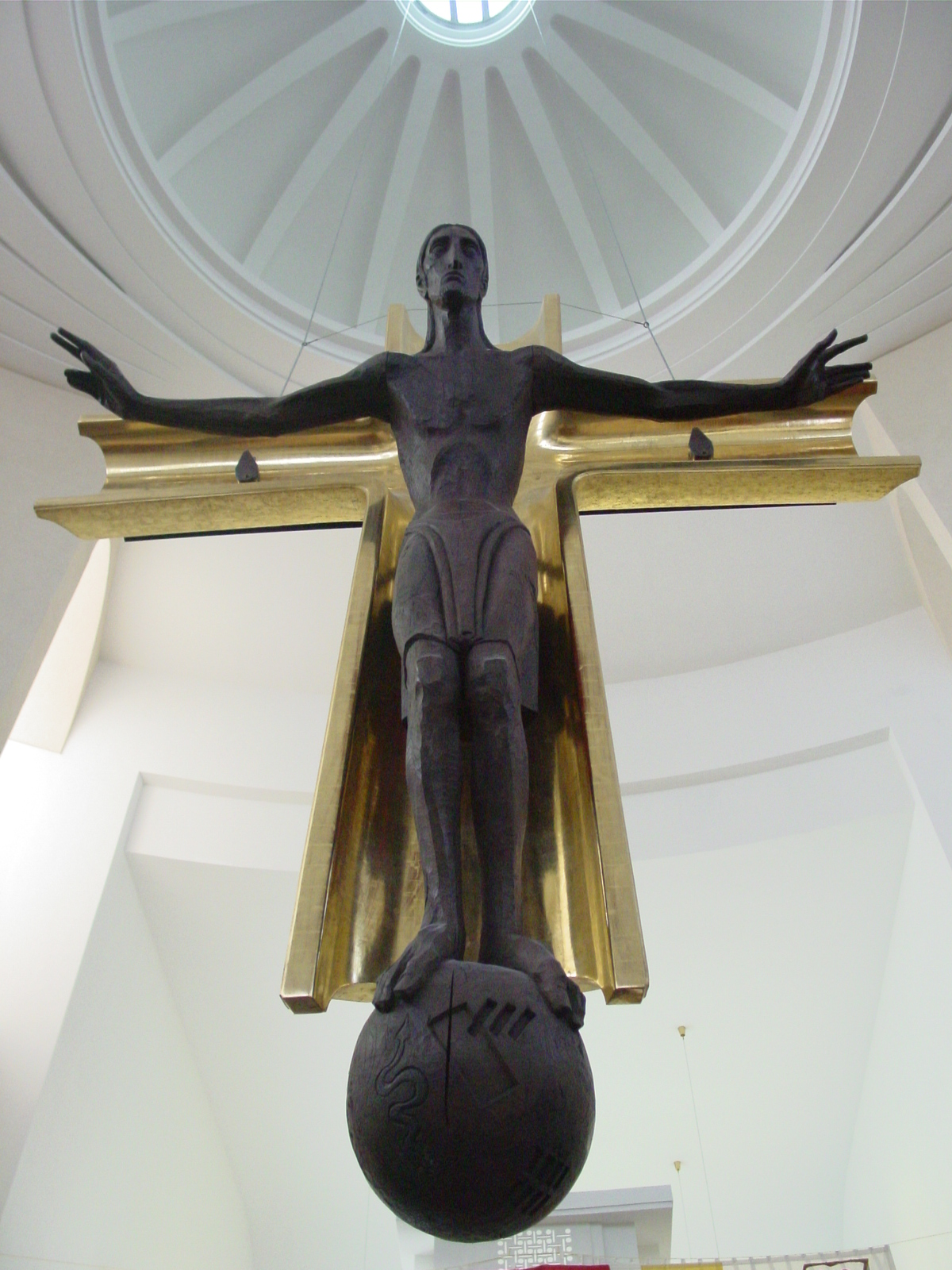
Hängendes Kreuz in der Pfarrkirche Liesing

- Kreuz und Madonna mit Kind in der Michaelskapelle auf Schloss Seggau in der Südsteiermark
- Kreuz über dem Hochaltar in der Pfarrkirche Liesing in Wien
- Altarkreuz in der Bergkirche Maria Schutz in Kalkleiten-Stattegg
- Josef-Krainer-Denkmal im Grazer Stadtpark
- Volksaltar in der Kirche St. Martin in Graz
- Relieftafeln im Stiegenaufgang zur Stiegenkirche in Graz
- Keramischer Taufschrein in der St. Othmarkapelle in Gloggnitz
- Altar in der Pfarre Gaal
- Kruzifix in der Kapelle des Priesterseminars Graz[6]
- Altarkreuz in der Pfarrkirche Maria Königin in Wien-Strebersdorf
- Reliefs an der Kanzel in der Franziskanerkirche Graz
- Kruzifix in Stahlguss in der Franziskanerkirche Graz
- Kreuzigungsgruppe in der Pfarrkirche „Zur heiligen Familie“ in Graz
- Mahnmal in Graz, Paulustor (größtes Denkmal der Stadt)
- Kruzifix in Bronzeguss in der Friedenskirche in Trappenkamp, Schleswig-Holstein[7]
- Kreuzigungsgruppe über dem Hochaltar in der Pfarrkirche Deutsch Wagram, NÖ
- Altarplastik der Pfarrkirche Bad Traunstein, Waldviertel, NÖ
- Figurinen im Trachtensaal des Volkskundemuseums in Graz
- Hochaltarkreuz der Pfarrkirche Kalsdorf bei Graz